# نوارهای اندرسون
«نوارهای اندرسون» (انگلیسی: The Anderson Tapes) فیلمی در ژانر سرقت، درام، و جنایی به کارگردانی سیدنی لومت است که در سال ۱۹۷۱ منتشر شد.

## بازیگران
- شان کانری
- دیان کنون
- مارتین بالسام
- آلن کینگ
- رالف میکر
- کریستوفر واکن
- دیک آنتونی ویلیامز
- کنراد باین
- مارگارت همیلتون
- وال آوری
- اسکات جکوبی